# Maison au 5, rue du 1er-Bataillon à Senones
La maison au 5, rue du 1er-Bataillon est une maison située à Senones, en France.

## Localisation
Compris au sein de la commune de Senones, le monument est situé 5 rue du 1er-Bataillon dans le département des Vosges en région Grand Est.

## Historique
Il s'agit d'une résidence de style Art nouveau avec un commerce au rez-de-chaussée, construite en 1910 par l'architecte Louis-Paul Bauer et réalisée par Guggiari, tous deux basés à Senones.

## Protection
La façade et la toiture sur rue sont inscrites au titre des monuments historiques par arrêté du 15 janvier 1975.